# КИВЕТС
КИВЕТС — акроним Колумбии, Индонезии, Вьетнама, Египта, Турции и Южной Африки.
Аббревиатура используется в основном в экономической и финансовой сферах, а также в академических кругах. Её использование стало особенно частым в инвестиционной сфере. Данные государства характеризуются «разнообразной и динамичной экономикой» и «молодым, растущим населением».